# 臺灣省立地方行政專科學校
臺灣省立地方行政專科學校，簡稱行政專校、政專，是臺灣歷史上曾經存在的一間專科學校，被視為國立臺北大學的前身。
行政專校是1949年中華民國政府遷台時，臺灣人口暴增，為了培養地方行政公務員，並救濟流亡學生而成立。至1955年，與臺灣省行政專修班合併，升格為臺灣省立法商學院。最初沒有獨立校園，先後借用成功中學、臺北工專校舍辦公上課，後來才遷入位於臺北市合江街兩側的校園。另外，還一度在桃園縣中壢設有分部。

## 校史
1949年，中國國民黨領導的中華民國政府與國軍在第二次國共內戰中節節敗退，大批軍民撤退到臺灣，臺灣省人口增加，政府業務也隨之加重，需要更多行政人力。再者，不少就學中的青年也隨而至臺，臺灣各大專院校有的無法容納暴增學生數，有的並未開設對應科系，衍生青年求學問題。:41為此，臺灣省政府研擬設立一間專科學校，設校宗旨是培養地方行政幹部與救濟失學青年，二者兼籌並顧。
1949年10月7日，臺灣省政府第119次例會通過臺灣省政府教育廳有關增設省立地方行政專科學校的提案。內容為：
1. 科別與修業年限：設地方行政、地方財政、地政、計政四科，每科都分成甲、乙兩組，
  - 甲組：兩年畢業，招收高中畢業生；
  - 乙組：一年畢業，招收專科以上學校肄業生。
2. 校址與上課時間：暫時借用省會臺北市內的省立學校已有校舍，在其放學時間授課，即下午4時至晚間9時。[5][1]

經過籌備討論後，校址設於臺灣省立成功中學校內，首任校長由成功中學校長左潞生兼任，而成功中學一些教師、職員，也同時兼任行政專校的授課、行政庶務。:41行政專校在11月7日開始接受報名，為期三日。首日7日一天，約有五百餘人報名，以報考財政、地政科者居多。13日，辦理新生考試筆試；19日至20日上午辦理口試與體格檢查，20日下午公告錄取名單，總共錄取634人。1949年11月，開始上課。:41
1950年5月，左潞生因兼任兩校校長，事務繁忙，辭去成功中學校長職位，專門擔任行政專校校長。同月因舟山撤退，浙江軍民大舉遷台，成功中學校舍提供軍隊暫住，無法再讓行政專校借用，行政專校於是遷往臺灣省立臺北工業專科學校校舍，繼續上課。8月，左潞生辭職，由地政科教授周一夔接任校長。周一夔在任內爭取政府撥款，購買當時臺北市長春路興安街一帶土地（即今臺北大學合江校區），新建校舍，9月開工，12月完工，全校隨即遷入，行政專校才擁有自己的校地與校舍。
1951年，行政專校增設「社會行政科」。1952年10月受司法行政部（後來的法務部）請託，為了培育書記官與監獄官人才，增設「司法行政科」。1953年，受中國合作事業協會臺灣省分會、工商團體請託，分別增設合作科、工商管理科。1953年，配合疏散政策，向省立中壢高中借用部分教室成立中壢分部，學生有部分是中華民國政府在港、澳招收，分發至行政專校者。
1955年，行政專校與臺灣省立行政專修班合併，改制為「臺灣省立法商學院」。

## 組織
到1955年結束前，行政專科學校設有下列各科：
- 普通行政科（民政科）：1949年創校時四科之一，原名地方行政科[5]，今國立臺北大學公共行政與政策學系。
- 財政科：1949年創校時四科之一[5]，今國立臺北大學經濟學系[15]。
- 土地行政科：1949年創校時四科之一，原名地政科[5]，今國立臺北大學不動產與城鄉環境學系。
- 會計統計科：1949年創校時四科之一，原名計政科[5]，今國立臺北大學統計學系與會計學系。
- 社會行政科：1951年增設[11]，今國立臺北大學社會學系與社會工作學系。
- 司法行政科：1952年增設[12]，今國立臺北大學法律學院。
- 合作科：1953年增設。[13]
- 工商管理科：1953年增設。[13]

### 引註
1. 1 2  本報訊. . 公論報. 1949-10-21. 4版.
2. 1 2 3 4  默然. . 公論報. 1951-07-24. 3版.
3. 1 2 3  黃秀政。第一章 創校沿革。收於：中興大學 1990，第37-53頁
4. ↑  本報訊. . 公論報. 1949-11-15. 4版.
5. 1 2 3 4 5  本報訊; 臺新報訊. . 公論報. 1949-10-08. 4版.
6. 1 2  本報訊. . 公論報. 1949-11-08. 4版.
7. ↑  本報訊. . 公論報. 1949-11-15. 4版.
8. ↑  本報訊. . 公論報. 1949-11-21. 4版.
9. ↑  本報訊. . 公論報. 1950-05-04. 4版.
10. ↑  本報訊. . 公論報. 1950-05-19. 4版.
11. 1 2  本報訊. . 公論報. 1951-08-28. 3版.
12. 1 2  〈臺灣省立中興大學法律學系簡況〉，《中興法學》第1期，1966年，頁73-75
13. 1 2 3 4 5  . 國立臺北大學.   [2023-06-22]. （原始内容存档于2022-07-03） （中文（繁體））.
14. ↑  . 聯合報. 1955-07-13. 3版.
15. ↑  . 國立臺北大學經濟學系.   [2023-06-25]. （原始内容存档于2023-04-22） （中文（臺灣））.